# Louis Merlin
Pour les articles homonymes, voir Merlin.
Louis Merlin est un journaliste et publicitaire français, né à Bourges le 10 octobre 1901 et mort à Paris 14e arrondissement le 20 mai 1976. Il est l'un des principaux créateurs d'Europe 1.

## Biographie
Fils de Jean Baptiste Félix Merlin (mort en 1940) et de Madeleine Marie Germaine Aucouturier, originaire de Saint-Just (Cher), ses parents tiennent à Bourges 10, rue du Commerce un important magasin de nouveautés à l'enseigne du Bon Marché. Concurrencés par un nouveau magasin installé à proximité et vendant les mêmes produits, endettés, ils sont contraints de le fermer et ils partent vivre à Troyes où son père devient représentant en commerce d'alimentation.
Il est inscrit au collège Urbain IV de Troyes ; élève brillant, il y reçoit de nombreux prix scolaires. En 1917, il entre au Lycée Saint-Louis à Paris. À seize ans, il passe deux baccalauréats (math et philo) qu'il obtient. Puis il suit les cours d'HEC dont il sort diplômé et passe en même temps une licence en droit. Vivant à Paris pendant ses études, il se prend de passion pour les spectacles qui y sont présentés et fréquente de nombreuses salles de théâtre ou de spectacles : la Comédie-Française, les Bouffes du Nord, , etc.
Il fait son service militaire au fort de Saint-Cyr au service météorologique. Puis il devient inspecteur aux Docks de l'Union Française à Troyes. Il continue à fréquenter les Music-hall parisiens, en particulier L'Olympia, côtoie de nombreuses vedettes dont Félix Mayol et Jean Richepin et se passionne toujours pour le cirque. 
Il s'installe à Nantes et travaille pour l'Epargne de l'Ouest où il est chargé des inspections dans l'ouest de la France. Puis il fonde en 1926 une agence de publicité qu'il appelle SOC avec le slogan « SOC trace le sillon du succès », son siège est à Paris 52, rue de Clichy. Aimant voyager, il assure pour Le Petit Journal plusieurs reportages.
Entré à la radio en 1934, il introduisit en France, avant la Seconde Guerre mondiale, le parrainage d'émissions radiophoniques et produisit plusieurs programmes à succès (Kiosque à musique Persil, Petit déjeuner Banania).
En 1939, pendant la drôle de guerre, il est mobilisé est affecté spécial auprès du Centre d'Informations de la Radiodiffusion française et se souvient en particulier de la diffusion fin mai 1940, de la déclaration enregistrée par Alex Surchamp d'un colonel de chars venant d'être promu général s'appelant Charles de Gaulle, précisant que le disque souple sur lequel figurait son interview a été, comme tous les autres, détruit. Toujours en mai 1940, il fait intervenir à son émission Stefan Zweig qui se trouve alors à Paris.
Pendant la débâcle française de 1940, après avoir détruit, sur ordre, avec une masse, le matériel de radiodiffusion se trouvant rue Bayard, il se réfugie avec sa femme et son fils à Montpellier, puis il est convoqué par télégramme à Vichy où Jean-Louis Tixier-Vignancour lui propose de « faire une radio neuve dans une France neuve », mais détestant « l'atmosphère » qui règne à Vichy, il décide de rentrer à Paris. Engagé à la Radiodiffusion nationale, il y crée en 1942 l'émission L'Alphabet de la Famille, la seule émission qui, créée pendant l'Occupation de la France par l'Allemagne fut reprise après la Libération. Diffusée le dimanche à 13 h, cette émission est celle d'une mère (voix de Françoise Morhange) de trois enfants (Georges, Françoise et Claude) dont le mari est prisonnier de guerre lisant le dictionnaire à ses enfants, ceux-ci s'arrêtent sur des mots que leur mère leur explique dans un langage compréhensible par des enfants. Le rôle du grand-père est interprété par Pierre Larquey et celui de l'oncle Honoré par Fernand Charpin, la musique est dirigée par le chef d'orchestre Charles Munch. Louis Merlin demande à Sacha Guitry d'écrire des définitions. Son émission est critiquée en 1943 par le journal collaborationiste Je suis partout pour avoir diffusé le Chant du départ et qui, dans son article, parle d'une « émission tendancieuse ». Début 1944, il auditionne un jeune chanteur qu'il décrit ainsi : « quatorze ans peut-être, tout petit, tout étroit. Il entra en transes et chanta Y'a d'la joie avec un sens irrésistible du rythme. Il avait un nez assez proéminent et une drôle de voix sourde comme cassée, qu'il arrivait seulement à timbrer en forçant. » : c'est Charles Aznavour, alors âgé de 19 ans.
En octobre 1944, il entre à l'agence Havas où il est nommé directeur des Propagandes nationales et est chargé de la publicité de l'Emprunt de la Libération. Il fonde en 1945 les Programmes de France, société privée, filiale d'Havas, produisant d'abord trois grands spectacles à Paris : la Grande Parade des Chants de France le 9 juin 1945, la Messe des Prisonniers et Déportés le 7 juillet 1945 et Pacific 45 le 24 juillet 1945, puis la plupart des émissions de Radio-Luxembourg. En 1945, il est nommé président directeur général d'Informations et Publicité, une société filiale de Havas dont l'objet est de rechercher la publicité dans le monde entier au profit de Radio Luxembourg. C'est avec cette double responsabilité (programmes et ressources publicitaires) qu'il fait de RTL la station la plus populaire de l'après-guerre, en reprenant notamment des émissions diffusées avant guerre par les radios privées (La Famille Duraton, le Crochet radiophonique), en les faisant parrainer par des marques commerciales et en adaptant des programmes américains à succès (Quitte ou double, Reine d'un jour...).
Sa passion pour le cirque lui fit participer au Radio Circus. C'est lui qui revêtait chaque année l'habit de Monsieur Loyal pour le Gala de la Piste.
Il fut également le fondateur de la firme de disques Festival et connaît un gros succès de vente avec l'adaptation du Petit Prince avec les voix de Gérard Philipe et Georges Poujouly.
Les créateurs du Radio Circus étaient Jean coupan, Roger Audiffred et le Cirque Gruss-Jeannet (fondé par Lucien Jeannet, Alexis Grüss et son frère André Grüss).

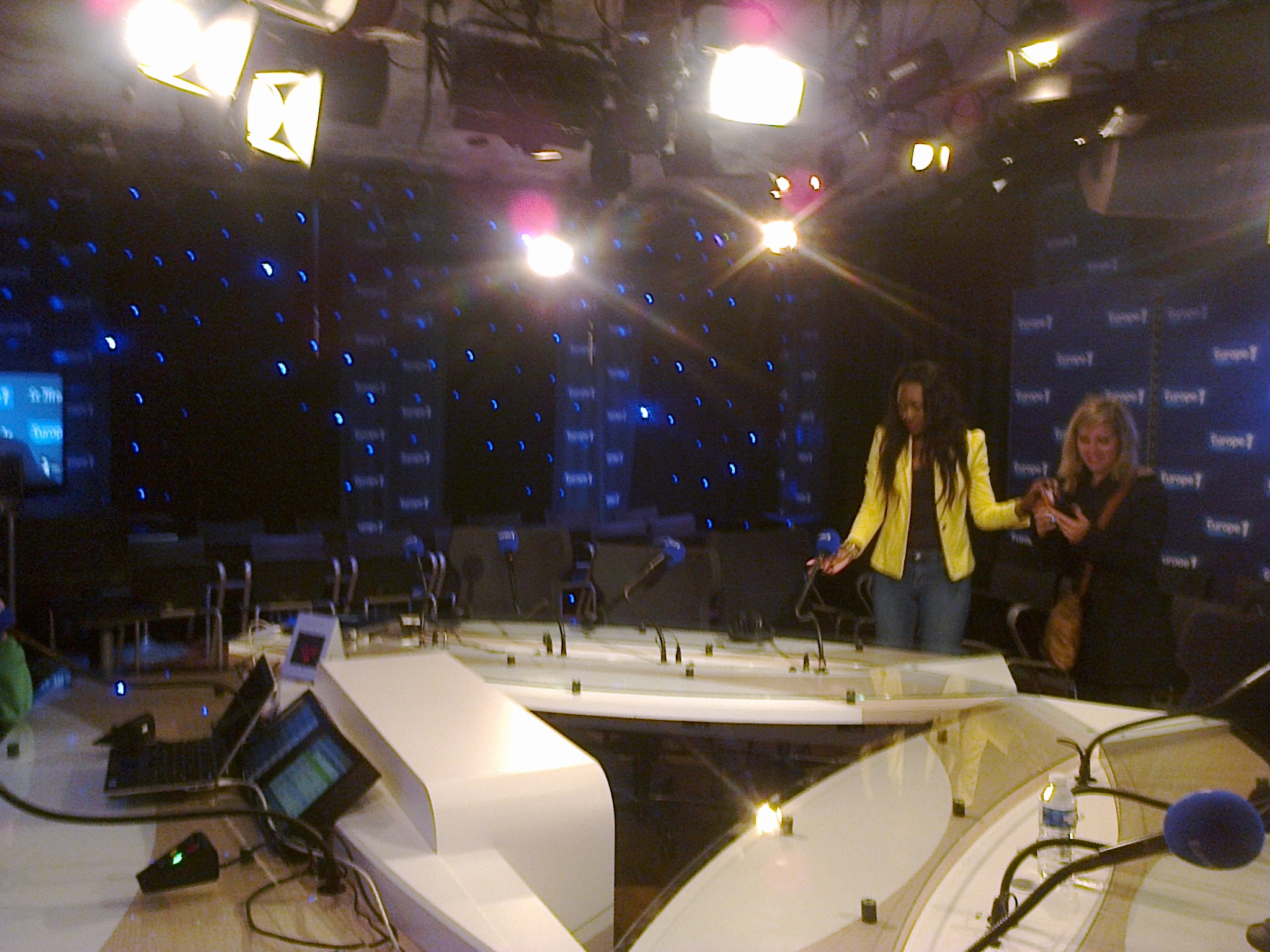
Un des studios d'Europe 1 porte son nom.

Ayant quitté Radio-Luxembourg, il participa en 1953-1954 au lancement de Télé Monte Carlo et d'Europe no 1 pour lequel il conçut un style de programmation opposé à celui qu'il avait contribué à développer pour Radio-Luxembourg : longues plages musicales (notamment la musique pop) animées par des meneurs de jeu, suppression autant que possible des émissions patronnées.
De 1958 à 1961, il écrit ses souvenirs. Un premier tome, couvrant la période allant de sa naissance à 1939, paraît en 1962 sous le titre J'en ai vu des choses..., le second tome sort en 1966 sous le titre C'était formidable !, pour la période 1939-1957, il y indique à la fin préparer un troisième volume de ses Mémoires A cœur ouvert pour la période 1958 et après, lequel ne parut jamais. 
Il quitte la direction d'Europe no 1 en juin 1966.
Il publie fin 1966 France ton passé f... le camp ... et ton avenir aussi chez Planète, dédicacé à « Monsieur le Ministre des Finances en exercice, jusqu'à ce qu'il exauce ma supplique » — c'est-à-dire, à Michel Debré. Cet essai est en trois parties : 1) Climat de la France trente trois ans avant l'an 2000, 2) Quelques fléaux et quelques remèdes appropriés, 3) Pour rebâtir la France ? Des Fondations. Dans cet essai, il y imagine la création d'une base de données proche dans l'esprit de Wikipédia : « Il sera nécessaire de créer un jour - et le plus tôt serait le mieux - une centrale mondiale d'information qui emmagasinera, classera, dépouillera, rapprochera, analysera et fera la synthèse de toutes les connaissances et à laquelle chacun pourra s'adressera à tout moment. On la pourra enfouir à l'abri des radiations atomiques dans une contrée où le terrain est à bon marché puisqu'elle fonctionnera aussi bien au Groenland qu'au Sahara » et les achats en ligne : « La ménagère appellera le matin son super-marché au téléphone et verra sur son écran défiler les articles avec leur tarif. Selon ses besoins et les prix avantageux du jour, elle appuiera sur des touches. Le récepteur du magasin enregistrera les commandes et transmettra instantanément leur montant à la banque de la cliente ».

### Vie privée
Louis Merlin a une unique sœur, son aînée de six ans : Madeleine.
Le 4 septembre 1929, il épouse à Paris 11e arrondissement Andrée Piédagnel (1899-1980). Il a un fils : Georges.

## Publications
- Au pays de la radio libre, Paris, Denoël, 1947.
- Télévision, capitale Hollywood, Paris, René Julliard, 1949.
- Christophe Colomb redécouvre l'Amérique, Paris, R. Julliard, 1952.
- J'en ai vu des choses. Tome I, mémoires 1900-1939, Paris, R. Julliard, 1962.
- Le Vrai Dossier de la télévision, Paris, Hachette, 1964 — Prix Broquette-Gonin.
- C'était formidable ! Tome II, : mémoires 1940-1957, Paris, R. Julliard, 1966.
- France, ton passé f... le camp et ton avenir aussi, Paris, Éditions Planète, 1966.